# Victor Harnisch
Victor Harnisch dit le « capitaine Harnisch » est un instituteur et officier de réserve du pays de Montbéliard. Il participe, à la tête du 3e et 6e bataillon du régiment FFI dit « du Lomont », à tous les combats engagés dans le maquis du même nom d’août à novembre 1944.

## Biographie
Fils et petit-fils de menuisier, Victor Harnisch est né à Hérimoncourt (Doubs) le 21 avril 1905 du mariage de Joseph Antoine Harnisch et de Louisa Huot-Marchand.
Orphelins de mère très jeunes, Victor et son frère Armand sont élevés par leur grand-père paternel alsacien. Durant les cinq années consécutives à la Première Guerre mondiale, ils perdent tour à tour, tous leurs grands-parents ainsi que leur père qui, de retour du front, meurt subitement à l'âge de 43 ans, laissant Victor comme chef de famille à 18 ans.
Diplômé du brevet supérieur en 1924 à l’École normale de Besançon (Doubs), Victor s'engage volontairement par devancement d'appel et est incorporé au 35e régiment d'infanterie. Il fait ses classes à l’École Militaire d'Infanterie de Saint-Maixent, promotion « du monument du souvenir » 1924-1925, d’où il sort avec une moyenne de 16,75/20 et les félicitations du général Borie.

### Guerre des Druzes
Affecté en 1925 au 16e régiment de tirailleurs tunisiens, il est envoyé dans la région du Djebel el-Druze (Syrie) pendant la Campagne du Levant au cours de laquelle il fait preuve « d'initiative et de sens pratique en entraînant énergiquement sa section avec sang-froid et méthode lors de l’attaque de Soueïda ».
De retour en France, il épouse le 20 mai 1926 à Damprichard Marguerite Goll, elle-aussi institutrice et fille d'instituteurs de Valentigney. Le jeune ménage s'installe à l'école de Villars-lès-Blamont la même année.
De 1930 à 1938, le lieutenant de réserve Harnisch participe à de nombreux stages au centre de mobilisation 73 de Lons-le-Saulnier (Jura) durant les vacances scolaires et n'y obtient que d'excellents résultats.

### Résistance
Affecté en 1939 au 235e régiment d'infanterie, il est promu capitaine de réserve et participe à plusieurs opérations de guerre dans le Doubs, en tant que commandant de section, puis comme commandant de compagnie en 1940.

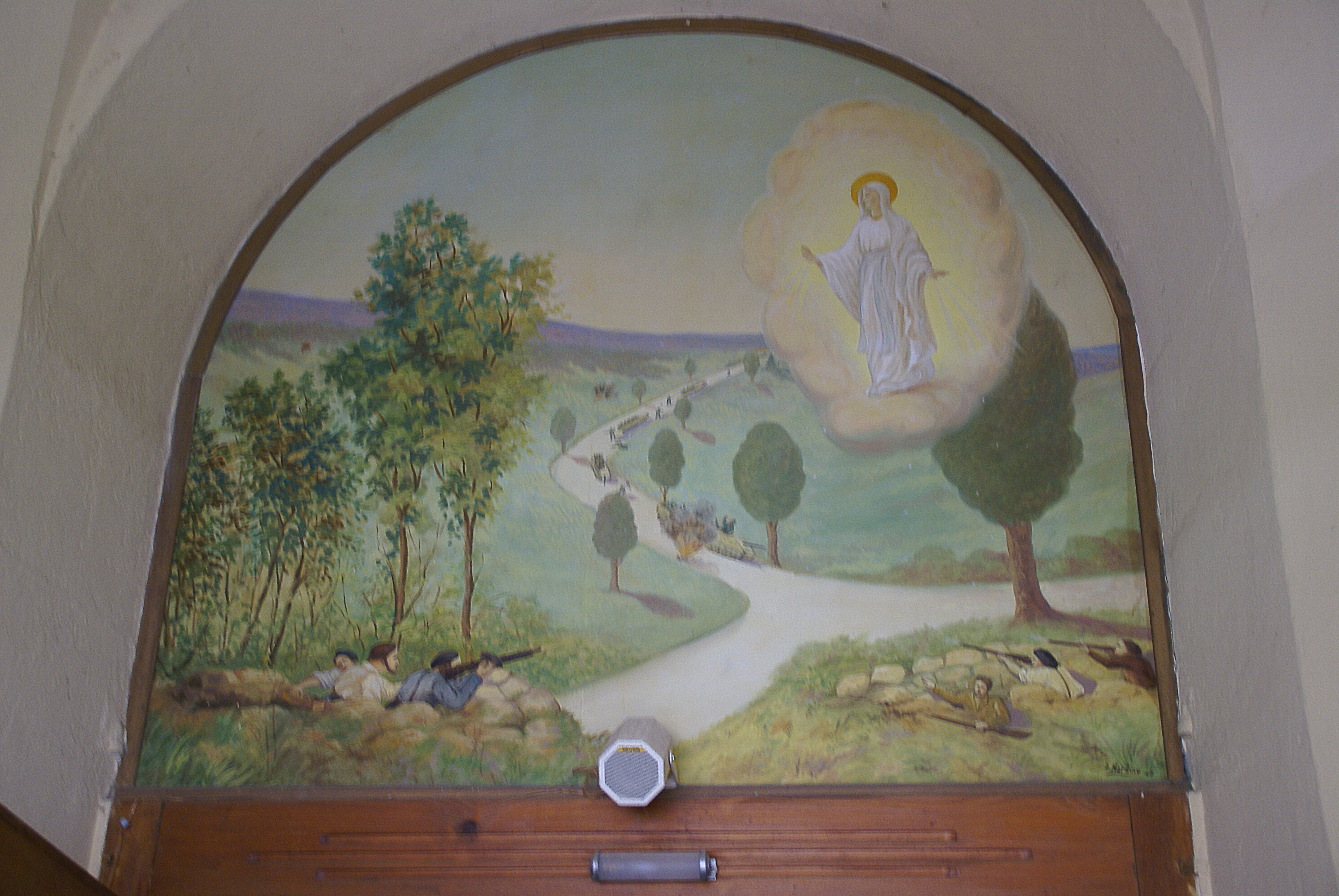
L'attaque du 6 septembre 1944 - Fronton de l'église de Villars-lès-Blamont peint par M.J Nardino

Commissaire-adjoint au groupement de jeunesse n°13 à Cavaillon entre 1940 et 1941, puis commissaire-adjoint chef départemental aux Anciens des Chantiers jusqu'en 1943 à Avignon, il est rayé des contrôles des cadres des chantiers de la jeunesse française pour activité « pro-résistance » personnelle signalée par Vichy. Il prend part à la propagande contre la relève d'Anciens des Chantiers de Jeunesse et adhère au mouvement « Libération-Nord », dont l'arrondissement de Montbéliard est dirigé par son homologue et ami Georges Reverbori.
Le 26 août 1944, le commandant américain Ernest Floege dit « Paul », chef du maquis du Lomont formé de plus de 3000 hommes, nomme le capitaine Harnisch chef du 3e bataillon du régiment du Lomont et le charge de reprendre le village de Villars-lès-Blamont occupé par les allemands, ce qui est fait le lendemain à l’aube sans difficulté, l’ennemi s’étant replié dans la nuit vers Dannemarie. De là, le capitaine Harnisch décide  d’établir un vaste système de défense comprenant la partie la plus exposée sur le flanc nord du Lomont, idée qu’il soumet au commandant Paul qui l’accepte.
« Le 6 septembre 1944 alors que les positions de son bataillon étaient menacées par une colonne de blindés allemands de 5 chars, le capitaine Harnisch a su par son exemple maintenir ses hommes sur les positions. Grâce à son sang-froid et à la précision de ses ordres, a provoqué la retraite des engins blindés allemands, en mettant deux hors de combat ».
Cette action, qualifiée plus tard de « miraculeuse » par certains, n'en demeure pas moins le résultat d'un intelligent dispositif mis en place par un homme familier des lieux, pour y avoir vécu et enseigné pendant presque une décennie. Cette victoire marque la fin de la période « maquis » et permet l’arrivée, quelques heures plus tard, du 1er Corps d'Armée, désormais aux portes de la trouée de Belfort.
Il est décoré de la croix de guerre et félicité l'année suivante par le général de Lattre. Le frontispice de l'église de Villars-lès-Blamont illustre cette attaque.

### 1erCorps d'Armée
Avec l’arrivée du 1er Corps d'Armée commandé par le général Antoine Béthouart, le capitaine Harnisch est nommé le 23 septembre 1944 chef du bataillon « Lomont » comprenant 900 hommes avec qui il chasse l’ennemi dans plusieurs villages du Doubs jusqu'à la libération. Il est par la suite rattaché à la 1re Armée au commandement du 1er bataillon du 121e régiment d'infanterie d'avril à octobre 1945 et passe au 5e régiment de tirailleurs marocains d'août à novembre 1946.

### Réserve
Entre 1946 et 1955, il dirige, toujours pendant les vacances scolaires, différents exercices, stages et périodes d’instruction des élèves officiers de réserve. S'impliquant avec « dynamisme et dévouement », il se forge peu à peu une solide réputation non seulement d'instructeur respecté par ses pairs, mais aussi d'instituteur renommé. Il est promu lieutenant-colonel en 1953 et décoré de la rosette d'officier des palmes académiques la même année.

### Algérie
Nommé chef du 2e bataillon du 44e régiment d'infanterie durant l’été 56, le lieutenant-colonel Harnisch est rappelé à l’activité dans la région des Aurès Nemencha, secteur de Tébessa, en Algérie où son bataillon sort victorieux de plusieurs opérations décisives, infligeant de « lourdes pertes » à plusieurs camps de rebelles dans le sous-secteur de Bir el-Ater.
"Alors que les compagnies de son bataillon traversent une crise de cadres et d'effectifs, le lieutenant-colonel Harnisch a réussi, en très peu de temps, à recréer une équipe, et communiquant à tous sa foi et son allant, a refait du 2/44° RI une unité solide, qui à plusieurs reprises, a fait la preuve au feu de son agressivité et de ses qualités manœuvrières". Lors d’une cérémonie officielle le 9 juin 1957, il reçoit des mains du général d'Armée Jean Noiret le drapeau du 44e régiment d’infanterie.
Pendant les vacances de l'été 58, il est à sa demande détaché au cabinet du général commandant la zone est constantinoise, comme « chargé de l’action psychologique dans ce secteur, permettant ainsi de rallier à la communauté française certaines populations réticentes » à la veille du référendum historique de 1958.
« Fédérateur et communicant à tous son enthousiasme et sa foi dans le renouveau de la France », sa plus grande victoire sera un vote à 96% de "oui" parmi les populations françaises-musulmanes.
Reconnu par ses supérieurs comme véritable pacificateur des douars de la région, il est promu colonel la même année et reçoit la croix de la Valeur Militaire avec palme du ministre de la défense nationale Jacques Chaban-Delmas qui le qualifiera d’« artisan éminent de l’œuvre accomplie dans le sous-secteur de Bir el-Ater ».

### Fin de carrière
Après avoir dirigé respectivement les écoles de Damprichard, Villars-lès-Blamont, Valentigney et Montbéliard, le colonel Harnisch s'installe, entre 1959 et 1970, avec sa femme et sa dernière fille à Alger.
Il est d'abord attaché à l’ambassade de France en tant que chef du bureau des appelés du service national actif, puis comme chargé de la gestion du personnel de l'enseignement du 1er degré, et enfin comme chef du bureau des militaires du contingent. C’est là qu’il fait la connaissance de Stéphane Hessel qui deviendra son ami et fidèle correspondant.
« Officier supérieur de grande valeur », le « capitaine Harnisch » a formé avec « dévouement et sens du devoir » des générations d'officiers et de jeunes écoliers du Pays de Montbéliard.
Il meurt à Bretonvillers (Doubs) le 23 août 1989. Son éloge funèbre y sera prononcé quelques jours plus tard par son ancien adjoint et ami Gabriel de Galbert, devenu depuis général d'armée et gouverneur des Invalides.

## Autres activités
Passionné de littérature et d’écriture, bénéficiant de son statut d'instituteur et de militaire reconnu, Victor Harnisch est régulièrement mis à contribution pour devenir le porte-voix des anciens maquisards du Lomont. Il prononcera tout au long de sa vie de nombreux discours notamment comme président de l’Association des Officiers de Réserve du Pays de Montbéliard entre 1952 et 1963.
En 1980, il publie un ouvrage rédigé en 1945, préfacé par le général Béthouart, et devenu référence sur l’histoire du trop méconnu maquis du Lomont.

### Décorations
- Officier de la Légion d'honneur
- Croix de guerre 1939–1945 (deux étoiles de vermeil et une étoile d’argent)
- Croix de guerre des Théâtres d'opérations extérieurs (étoile de bronze)
- Croix de la Valeur militaire (AFN) (deux étoiles d’argent et une palme)
- Officier de l'ordre des Palmes académiques
- Commandeur de l'ordre du Mérite militaire
- Croix du combattant volontaire
- Croix du combattant volontaire de la Résistance
- Croix du combattant
- Croix des services militaires volontaires de 2e et 3e classe
- Médaille commémorative française de la guerre 1939–1945 avec barrette « Engagé Volontaire »

## Publication
- Victor Harnisch (préf. Antoine Béthouart), Pages d’histoire du Lomont, Montbéliard, M. Patois, 1980, 35 p.